# John Vernou Bouvier III
John Vernou Bouvier III (19 de maio de 1891 – 3 de agosto de 1957) foi um corretor de Wall Street e socialite americano. Ele era o pai da ex-primeira-dama Jacqueline Kennedy Onassis, da socialite Lee Radziwill e o sogro do presidente John F. Kennedy. Seu apelido, "Black Jack", refere-se ao seu onipresente bronzeado escuro e seu estilo de vida extravagante.